# St Leonards-on-Sea
 St Leonards (även St Leonards-on-Sea) är en ort i Storbritannien. Den ligger i distriktet Hastings, i grevskapet East Sussex i England, i den sydöstra delen av landet, 90 km sydost om huvudstaden London. St Leonards ligger 50 meter över havet och antalet invånare är 10 001. Hastings St Leonards var en civil parish fram till 1909 när blev den en del av Hastings. Denna civil parish hade 7 693 invånare år 1901.
Terrängen runt St Leonards är platt. Havet är nära St Leonards åt sydost.  Närmaste större samhälle är Hastings, 1,9 km öster om St Leonards. Trakten runt St Leonards består i huvudsak av gräsmarker.